# Erik Lundenius
Erik Lundenius, född 3 november 1699 i Åsle församling, död 14 juni 1766 i Daretorps församling, var en svensk präst.

## Biografi
Erik Lundenius föddes 1699 i Åsle församling. Han var son till komministern Lars Lundenius i Åsle församling och Ingrid Schult. Lundenius blev 19 september 1721 student vid Uppsala universitet och var medlem i Västgöta nation, Uppsala. Han prästvigdes 16 juni 1723 i Stockholm till huspredikant hos grevinnan Catharina Horn, samt var pastorsadjunkt i Riddarholmens församling. Lundenius blev 1724 predikant vid Långholmens spinnhus och undergick 15 januari 1734 pastoralexamen i Uppsala, godkändes ej. Han avlade 25 april 1735 pastoralexamen i Stockholm och blev 21 maj 1735 kyrkoherde i Danviks hospital och Sicklaö församling, tillträdde direkt. Lundenius blev 13 april 1745 kyrkoherde i Daretorps församling, tillträdde 1 maj 1745. Han avled 1766 i Daretorps församling.

### Familj
Lundenius gifte sig första gången juli 1730 i Dimbo församling med Catharina Tengman (1706–1747), dotter till kyrkoherden Erik Tengman i Dimbo församling och Brita Holm. De fick tillsammans barnen garnisonsknekten Lars Lundenius i Jönköping, artilleristen Emanuel Lundenius i Stockholm, komministern Carl Adam Lundenius (1735–1784) i Valstads församling, Eva Catharina Lundenius (1736–1785) som var gift med handlanden Johan Boman i Borås, Helena Dorothea Lundenius (1737–1779) som var gift med bruksinspektorn Peter Dyberg i Habo, sadelmakaren Erik Lundenius (född 1740), Elisabeth Beata Lundenius (född 1741), en son (död 1744) och Ingrid Hedvig Lundenius (1747–1747).
Han gifte sig andra gången 29 september 1747 i Daretorps församling med Anna Catharina Myra (född 1719), dotter till kyrkoherden Petrus Myra i Floby församling och Sofia Schröder. De fick tillsammans barnen Sara Sofia Lundenius (född 1748), Petrus Lundenius (född 1750), kyrkoherden Jakob Lundenius (1753–1829) i Gärdslövs församling, komministern Johannes Lundenius (1756–1815 i Segerstads församling och Anna Hedvig Lundenius (född 1761).